# Річиця (притока Стиру)
Річиця — річка у Зарічненському районі Рівненської області, ліва притока Стиру (басейн Дніпра).

## Опис
Довжина річки 17 км, похил річки — 0,53 м/км. Формується з багатьох безіменних струмків та 1 водойми. Площа басейну 264 км².
Основною притокою Річиці є р. Вирок (ліва). У басейні р. Річиця споруджено меліоративну систему «Річиця».

## Розташування
Бере початок на північному заході від села Перекалля. Тече переважно на північний схід у межах сіл Перекалля та Річиця, по території Перекальської та Річицької сільських рад. На південному заході від села Привітівка впадає в річку Стир, праву притоку Прип'яті.